# Downtown Disney Pleasure Island
 (mars 2023).
La mise en forme du texte ne suit pas les recommandations de Wikipédia : il faut le « wikifier ».
Les points d'amélioration suivants sont les cas les plus fréquents. Le détail des points à revoir est peut-être précisé sur la page de discussion.
- Les titres sont pré-formatés par le logiciel. Ils ne sont ni en capitales, ni en gras.
- Le texte ne doit pas être écrit en capitales (les noms de famille non plus), ni en gras, ni en italique, ni en « petit »…
- Le gras n'est utilisé que pour surligner le titre de l'article dans l'introduction, une seule fois.
- L'italique est rarement utilisé : mots en langue étrangère, titres d'œuvres, noms de bateaux, etc.
- Les citations ne sont pas en italique mais en corps de texte normal. Elles sont entourées par des guillemets français : « et ».
- Les listes à puces sont à éviter, des paragraphes rédigés étant largement préférés. Les tableaux sont à réserver à la présentation de données structurées (résultats, etc.).
- Les appels de note de bas de page (petits chiffres en exposant, introduits par l'outil «  Source ») sont à placer entre la fin de phrase et le point final[comme ça].
- Les liens internes (vers d'autres articles de Wikipédia) sont à choisir avec parcimonie. Créez des liens vers des articles approfondissant le sujet. Les termes génériques sans rapport avec le sujet sont à éviter, ainsi que les répétitions de liens vers un même terme.
- Les liens externes sont à placer uniquement dans une section « Liens externes », à la fin de l'article. Ces liens sont à choisir avec parcimonie suivant les règles définies. Si un lien sert de source à l'article, son insertion dans le texte est à faire par les notes de bas de page.
- La présentation des références doit suivre les conventions bibliographiques. Il est recommandé d'utiliser les modèles {{Ouvrage}}, {{Chapitre}}, {{Article}}, {{Lien web}} et/ou {{Bibliographie}}. Le mode d'édition visuel peut mettre en forme automatiquement les références.
- Insérer une infobox (cadre d'informations à droite) n'est pas obligatoire pour parachever la mise en page.

Pour une aide détaillée, merci de consulter Aide:Wikification.
Si vous pensez que ces points ont été résolus, vous pouvez retirer ce bandeau et améliorer la mise en forme d'un autre article.
Pour les articles homonymes, voir Pleasure Island.
Pleasure Island est la zone centrale de Downtown Disney près de Orlando, Floride, États-Unis. Elle accueille depuis son ouverture en mai 1989 plusieurs discothèques ainsi que des restaurants et des boutiques. En raison de son activité la zone est payante, réservée aux adultes et ouverte à partir de 19h.
L'île artificielle couvre une superficie de 2,4 ha en bordure du Lake Buena Vista (de 15 ha). Trois ponts permettent d'accéder à l'île, le premier à l'est côté Marketplace, le second à l'ouest côté West Side et le dernier depuis le parking au sud de l'île. On peut donc découper arbitrairement la zone en deux, une zone à l'est East Part et l'autre à l'ouest West Part

## Historique
Le 21 juillet 1986, Michael Eisner annonce dans une conférence de presse abord de l'Empress Lilly la création d'une zone de divertissements nocturnes au sein de Walt Disney World Resort. La raison (non évoquée) est d'éviter aux visiteurs d'aller dans le centre-ville d'Orlando et en particulier à Church Street Station, un ensemble de discothèques, nightclubs et restaurants. Les travaux commencent en août 1986 et se terminent avec l'ouverture le 1er mai 1989.
Depuis l'ouverture en 1989 les discothèques ont souvent changé. Elles étaient au nombre de six et en 1992 une septième fut ouverte. Par exemple un nouveau logo fut créé en 1997 pour faire plus jeune (voir ci-contre).
Fin 2005, le site de fans MousePlanet.com a reporté une rumeur selon laquelle d'importantes rénovations devraient avoir lieu en 2006. La fermeture des discothèques serait à l'ordre du jour, peut-être même la destruction de l'île au profit de nouvelles boutiques et restaurants à thème. Seuls les Mannequins Dance Palace, Comedy Warehouse et le Raglan Road Irish Pub & Restaurant devraient survivre ainsi que l'Adventurers Club qui serait transféré à la place ou fermé.
À partir du 28 septembre 2008, toutes les discothèques sont fermées. Disney n'arrivait pas à avoir des taux de remplissages suffisants durant toute l'année. De plus débutera le 1er octobre 2008 une nouvelle année fiscale et Disney doit faire face à une conjoncture mondiale extrêmement difficile. Comme l'annonçait la rumeur, Pleasure Island accueillera de nouveaux restaurants et magasins.

## La légende
Afin de donner un aspect moins "décousu" à cette juxtaposition de bâtiment, les Imagineers de Disney ont inventé une histoire, un mythe ou une légende. Cette dernière n'est malheureusement plus valable en raison des nombreuses transformations mais donne une bonne mesure de cet exercice pratiqué par Disney :
À la fin du XIXe siècle, un entrepreneur un peu aventurier de Pittsburgh, Merriweather Adam Pleasure, déménagea sur l'île et y établit une usine de confection de toile de voile et d'accessoires de navigation. Le climat de la Floride favorisa son entreprise, et quand le commerce de la voile fut à son apogée, le plaisir du yachting fut découvrit ses produits de qualité, ainsi son succès fut fait.
Les premiers bâtiments de l'île furent une usine électrique au bois (détruite et reconstruite en béton en 1934); le moulin à textile où les toiles imperméables de haute qualité étaient tissées, le bâtiment circulaire de fabrication des voiles et la résidence du propriétaire. Durant la Première Guerre mondiale, la manufacture de tentes militaires requit divers ajouts aux bâtiments de fabrication et au moulin. Après la guerre, l'industrie des embarcations de loisir s'étendit et des hangars à bateaux pour l'équipement des yachts furent ajoutés. Avant le catastrophique déclin de la zone géologique St John en 1928, la clientèle de cabotage était accueillie dans un club très propre. M-A Pleasure avait fait construire le bâtiment après avoir été intéressé par le travail de Messieurs Sir Edwin Lutyens, Charles MacIntosh et Eliel Saarinen, durant une visite aux ateliers de l'École des Beaux Arts de Paris.
La demande d'équipements de luxueux navire chuta durant la Grande Dépression et bien qu'il soit sorti financièrement indemne du krach boursier de 1929, le fondateur de la Pleasure Canvas and Sailmaking Inc, laissa son entreprise aux mains de ses deux fils en s'embarqua dans une aventure tardive pour les contrèes lointaines de la terre. Informé de l'imminence des circum-navigations de Irving Johnson et des équipages plein de jeunesse de son Yankee Clipper, Merriweather Pleasure lança le yacht Domino (nommé d'après son passe-temps du moment), qui fut le brillant précurseur des importants bateaux de Classe J. Avec sa fille Meriam et son second époux, il embarqua dans une série de voyages autour de monde vers l'est. Ils revinrent de leurs nombreuses expéditions avec un vaste trésor d'aventures et de découvertes. Leurs butins finalement encombra la confortable demeure de style antille de Pleasure et il construisit un hangar pour stocker et cataloguer ses trophées.
En 1937, Pleasure se piqua d'une nouvelle marotte pour l'aviation amphibie et fut accaparé par le développement d'un engin secret. Il travaillait fiévreusement avec une petite équipe d'experts dans un mystérieux bâtiment métallique qu'il avait construit juste au-delà du rivage du Labke Buena Vista.
Le Domino a été déclaré perdu avec Merriweather, Merriam et l'équipage, après avoir été vu chavirer dans une houleuse tempête d'été lors d'une tentative de tour de l'Antarctique en décembre 1941.
Avec l'apparition de la Seconde Guerre mondiale, l'entreprise de voiles et toiles d'Henry et Stewart Pleasure explosa, tant et si bien qu'il durent construire plusieurs grands bâtiments en acier préfabriqué pour accueillir les productions élargies. Le succès continua après la guerre dans les années 1950, la construction de bateaux et l'amarrage furent rejoints par un service d'hydravion, jusqu'à ce que les mauvaises décisions économiques de Stewart et le style de vie dépensier de Henry força la Pleasure Canvas Sailmaking Inc à la banqueroute en 1955. Et comme point d'orgue, l'ouragan Connie infligea une destruction presque totale deux semaines avant la vente aux créanciers. L'ouragan avait arraché le toit de l'amphithéâtre de 1937 et laissé l'île sous des décombres invendables.
Traduction  de Jeff Kurtti, Since the World began: Walt Disney World, the first 25 years (1st edition), Hyperion, Disney Enterprises, New York, 1996.
L'ouragan Connie décrit dans cette légende serait aussi la cause de spectaculaire décor de Disney's Typhoon Lagoon.

## Les activités de l'île

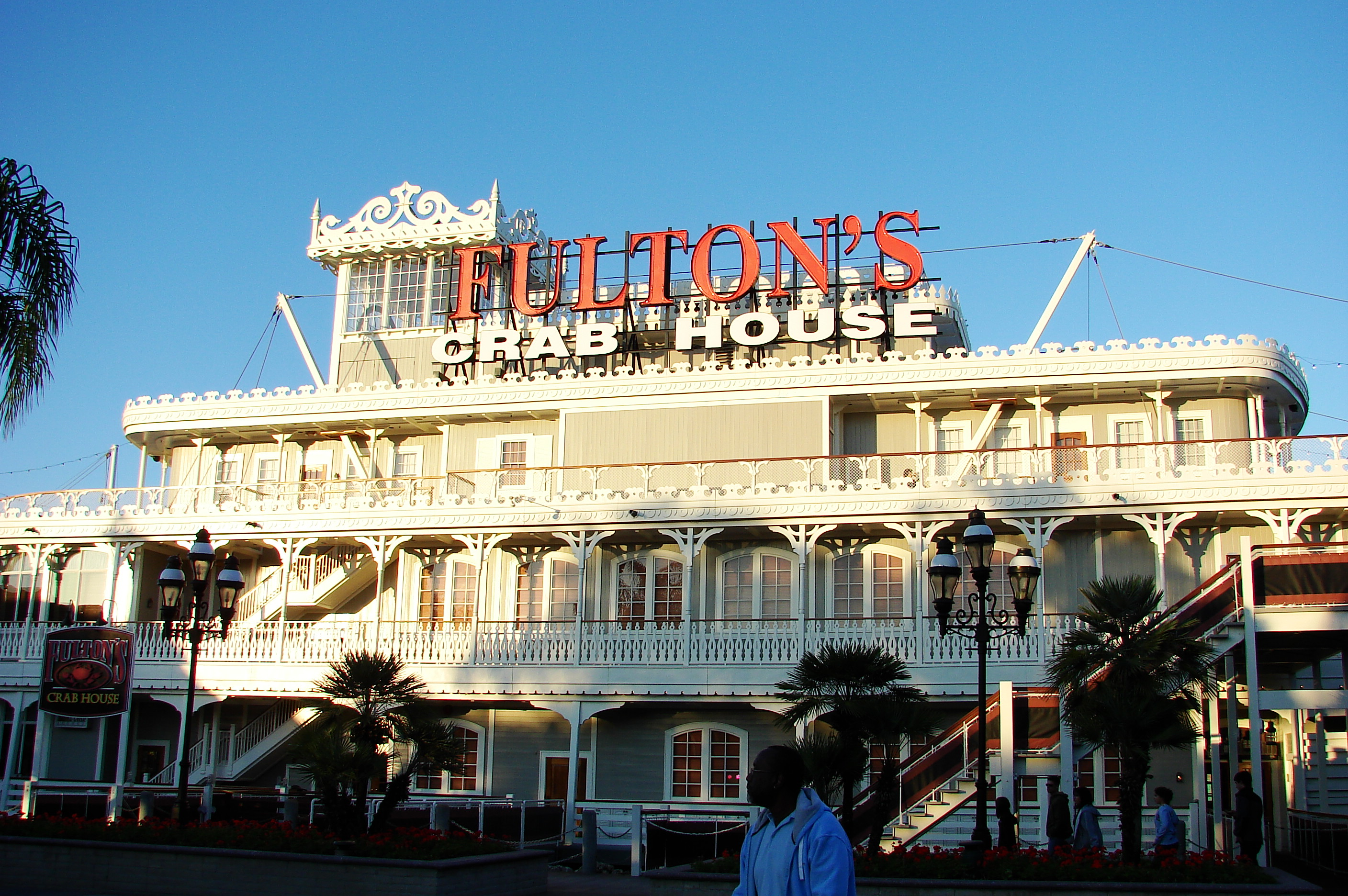
Le restaurant flottant Fulton's Crab House

### East Part
- Sur la côte est de l'île, un bateau à aube, l'Empress Lilly, accueille le restaurant Fulton's Crab House qui sert des spécialités de la mer.

Le bateau a été construit en 1977, et baptisé ainsi en l'honneur de Lillian Disney, la femme de Walt Disney. Il contenait trois restaurants Fishermean's Decks, Steerman's Quarters et Empress Room. En 1989 il devient une partie de Pleasure Island. Il fut fermé en 1995 pour rénovation, et rouvrir sous son nom actuel en mars 1996.
- Portobello Yacht Club est un restaurant de cuisine italienne situé au bord de l'eau à proximité du bateau à aube. Le décor évoque
- Rock'n'Roll Beach Club propose de la musique rock dans une ambiance de soirée au bord de la plage.
- Raglan Road est un pub irlandais qui a ouvert le 21 octobre 2005 (information du 27 septembre 2005) en lieu et place du Pleasure Island Jazz Company. Il proposera des repas, de musiques et des danses irlandais dans une salle pour 700 personnes au décor rappelant l'île d'émeraude. Le pub occupe en tout près de 1 860 m2 avec 2 patios extérieurs pouvant accueillir au total près de 940 personnes.

La société Great Irish Pubs Florida, propriétaire du lieu et propriétés de financiers irlandais a aussi ouvert le Nine Fine Irishmen à l'hôtel-casino New York-New York de Las Vegas.

### West Part
- Mannequin's Dance Palace est une discothèque qui suit la musique du moment avec une salle circulaire suspendue et l'un des systèmes sonores les plus évolués du monde.
- Reel Finds est une boutique de souvenirs sur le mythique Hollywood
- Changing Attitude est une boutique de vêtements sur les personnages Disney et le sports.
- 8 Trax est le lieu des divas du disco. Chaussez vos chaussures à talons haut et préparez-vous à un retour dans les années 1970. La boîte étincelle avec des boules à facettes et dans l'atmosphère des lampes de laves. Dansez sur les chansons de Donna Summer, les Village People ou les Bee Gees. Chaque jeudi l'ambiance change pour les années 1980.
- Superstar Studio est une boutique-karaoké où l'on peut chanter et acheter l'enregistrement de sa prestation.
- Comedy Warehouse' est un spectacle comique interactif avec le public dans le plus pur style Disney.

De l'autre côté de l'île, en partant du Rock'n'Roll Beach Club
- Missing Link Sausage est un snack pour se restaurer.
- DTV est une boutique de vêtements sur les personnages Disney.
- Mouse House est une boutique de vêtements de sports Disney principalement le golf.
- Adventurer's Club est un pur divertissement, conçu comme un club d'explorateur en 1937[3]. Quatre salles accueillent les visiteurs et les danseurs :
  - Le grand salon : c'est le lieu de rencontre, de danse et d'apprentissage du club.
  - La salle des masques : des masques et plus vous regardent.
  - La salle aux trésors : des trésors et vos souhaits s'ouvrent à vous.
  - La librairie : c'est la zone principale de spectacle.
  - Au-dessus la Mezzanine des zèbres permet de surplomber le spectacle.
- BET Soundstage Club inspiré des programmes du BET Cable network cette boîte ouvrit le 10 juin 1998 et propose de la musique hip-hop, R&B et Reggae. Elle remplace le Neon Armadillo.
- West End Stage est le lieu des spectacles de groupes invités ou pour la nouvelle année.

## Les anciennes attractions
dans East Part:
- Wildhorse Saloon était un saloon de 2 500 m2 consacré à la musique country. Il a ouvert le 31 mai 1998 à la place du restaurant Fireworks Factory[4]. Il est fermé depuis 2001.
- Pleasure Island Jazz Company était un club de jazz et est fermé depuis 2004